# Pseudoleptus graminicola
Pseudoleptus graminicola är en spindeldjursart som beskrevs av P. Mitrofanov och Sharonov 1983. Pseudoleptus graminicola ingår i släktet Pseudoleptus och familjen Tenuipalpidae. Inga underarter finns listade i Catalogue of Life.